# Wereldkampioenschap lacrosse mannen
Het wereldkampioenschap lacrosse is een om de vier jaar terugkerend toernooi waarin verschillende nationale lacrosse-mannenteams die aangesloten zijn bij de mondiale bond World Lacrosse aan meedoen. De eerste editie van het toernooi werd in 1967 gespeeld en het wordt sinds 1974 eens in de vier jaar georganiseerd.
De enige twee landen die het toernooi wel eens gewonnen hebben zijn Canada en de Verenigde Staten. Sinds 1990 doet er ook een team mee van de Haudenosaunee (of Irokezen), de traditionele beoefenaars van het lacrosse.

## Resultaten
| Jaar | Gaststad   | Winnaar          | Runner-up        | Derde         |
| ---- | ---------- | ---------------- | ---------------- | ------------- |
| 1967 | Toronto    | Verenigde Staten | Australië        | Canada        |
| 1974 | Melbourne  | Verenigde Staten | Engeland         | Canada        |
| 1978 | Stockport  | Canada           | Verenigde Staten | Australië     |
| 1982 | Baltimore  | Verenigde Staten | Australië        | Canada        |
| 1986 | Toronto    | Verenigde Staten | Canada           | Australië     |
| 1990 | Perth      | Verenigde Staten | Canada           | Australië     |
| 1994 | Manchester | Verenigde Staten | Australië        | Canada        |
| 1998 | Baltimore  | Verenigde Staten | Canada           | Australië     |
| 2002 | Perth      | Verenigde Staten | Canada           | Australië     |
| 2006 | London     | Canada           | Verenigde Staten | Australië     |
| 2010 | Manchester | Verenigde Staten | Canada           | Australië     |
| 2014 | Denver     | Canada           | Verenigde Staten | Haudenosaunee |
| 2018 | Netanja    | Verenigde Staten | Canada           | Haudenosaunee |
| 2023 | San Diego  | Verenigde Staten | Canada           | Haudenosaunee |